# 小林芽衣
小林 芽衣（こばやし めい、1983年12月6日 - ）は、日本のAV女優。

## 作品
小林メイ名義での作品
2007年
- セレブ妻不倫リポートVOL.15（9月12日、プレステージ）
- お姉さんは好きですか？オッパイでイッパイしてあげる（11月22日、レイディックス）
- 敏感I-Cupママの感じる乳首（12月13日、マルクス兄弟）
- 乳嬢≪ギガントボイン≫（12月22日、レイディックス）

小林芽衣名義での作品
2008年
- イエローダック/巨乳妻中出し（1月9日、幻影）
- 友達の姉貴（1月10日、センタービレッジ）
- 息子に揉まれるべき母（1月14日、タカラ映像）
- 近親相姦　豊満熟母（1月19日、ルビー）
- 敏感な爆乳でパイズリしまくる（1月25日、GAS）
- MEGAグラマラス110cmJカップ（2月5日、ステージメディア）
- 朝起きたら爆乳小林芽衣になっていた（2月27日、AVS）
- 爆乳は一見にしかず!（3月6日、チェリーズ）
- MEGA PAI110cmJカップ☆（3月6日、ディープス）
- 巨乳快楽62（3月6日、プールクラブ・エンタテインメント）
- 充電完了!手コキ波動砲 勢いのある顔面発射（3月22日、レイディックス）…オムニバス作品
- ハラハラドキドキ陵辱巨乳 露出旅行（4月17日、ヒビノ）
- ナマ撮り中出し爆乳デート 01（4月25日、メディアバンク）
- 淫乱な兄嫁は爆乳奉行～禁断の110cmJカップ肉メロン～（6月7日、マドンナ）[1]
- 110cm Icup 107cm Icup 103cm Jcup 98cm Hcup（6月19日、OPPAI ［おっぱい］）
- 昼下がりのふしだら奥さん5（6月25日、マドンナ）[1]
- 巨乳人妻淫猥ペット（7月7日、マドンナ）[1]
- ご当地爆乳! 乳じまん2 岩手代表 小林芽衣 Jカップ110cm（10月24日、チェリーズ）
- 熟成肉ぶとん 4（12月7日、マドンナ）[1]
- 若妻達の情事 2（12月26日、コマダム倶楽部）

2009年
- 誘惑 おねだりセレブ妻の生態（1月1日、ワンズファクトリー）
- J cup 爆乳（1月16日、映天）
- マドンナファンの集い 美熟女と行く混浴温泉バスツアー 4 祝・マドンナ5周年 ～豪華美熟女たちの恩返しSPECIAL～（1月25日、マドンナ）[1]
- 美熟女巨乳倶楽部2（2月1日、NIRVANA）
- 巨乳・爆乳 パイズリVOL.2（2月6日、映天）
- 美熟女相姦～男根採集～（2月27日、Nadeshiko）
- 巨乳舐め吸いSP 乳フェチ向け 舐め吸いしまくり120分（3月1日、ABC/妄想族）…オムニバス作品
- 巨乳・爆乳 授乳手コキ VOL.4（3月6日、映天）
- 自パイ舐め（3月6日、映天）
- 熟成肉ぶとん総集編（3月25日、マドンナ）[1]
- もう一つの混浴温泉バスツアー 4（3月25日、マドンナ）[1]
- 豊満おっぱい美熟女20人8時間（3月25日、マドンナ）[1]
- 巨乳乳揉みSP 乳フェチ向け 乳揉みしまくり120分（4月1日、ABC/妄想族）…オムニバス作品
- 禁断の愛情総集編4時間 3（5月7日、マドンナ）[1]
- バックで突かれる美熟女達31人4時間 2（7月7日、マドンナ）[1]
- ムッチムチ肉感的熟女20人大集合8時間Vol．2（8月7日、マドンナ）[1]

2010年
- 巨乳・爆乳 Jカップ以上！限定 超乳だらけの揉みしだき（6月18日、映天）

2011年
- 美熟女コスプレ名場面集4時間（3月7日、マドンナ）